# Паулет, Эмиас
Сэр Эмиас Паулет (англ. Amias Paulet; около 1532 года — 26 сентября 1588 года) — британский дипломат и государственный деятель.

## Биография
Сын сэра Хью Паулета, Хинтон-Сен-Джордж, и Филиппы Поллар, Эмиас родился около 1532 года. В 1569 году стал вице-губернатором острова Джерси, где его отец был губернатором; в 1573 году после смерти отца занял пост губернатора, на котором и оставался до самой смерти.
В 1576 году королева Елизавета I пожаловала Паулету рыцарское звание, отправила послом в Париж и препоручила его заботам юного Фрэнсиса Бэкона. Паулет оставался в посольстве, пока не был отозван в ноябре 1579 года. В 1580 году Елизавета назначила его Хранителем Марии Стюарт, королевы Шотландии, и он оставался таковым вплоть до казни Марии в 1587 году.
Умер в Лондоне 26 сентября 1588 года, был похоронен в церкви Святого Мартина-в-полях. Когда эта церковь перестраивалась, его останки вместе с памятником были перенесены в приход церкви Хинтон-Сен-Джордж.

## Семья
Был женат на Маргарет Харви (родилась в 1536 году), от которой у него было шестеро детей.
- Хью (родился в 1558 году), умер прежде своего отца.
- Сэр Энтони (1562) сменил отца на посту губернатора Джерси после его смерти.
- Джордж (1565).
- Джоан, жена Роберта Хейдена, Бовуд, Девоншир.
- Сара, жена сэра Фрэнсиса Винсента, Сток д'Абернон, Суррей.
- Элизабет умерла незамужней.

## Фильмы о Эмиасе Паулете
В 2007 году актёр Том Холландер сыграл роль Эмиаса Паулета в исторической драме «Золотой век» (англ. Elizabeth: The Golden Age) режиссёра Шекхара Капура.